# Торпеда…Огонь!
«Торпеда...Огонь!» (англ. Torpedo...Los!) — картина, нарисованная Роем Лихтенштейном маслом на холсте в 1963 году. Когда картина была в последний раз продана в 1989 году на аукционе Кристис за 5,5 млн долларов США, The New York Times описало эту работу как «образ морской войны в комиксах». Ранее работа была рекордной среди остальных картин Роя по цене продаже на аукционах. Продажа картины помогла финансировать строительство Музея современного искусства в Чикаго в 1991 году.
Как и многие работы Лихтенштейна, название картины происходит от текста в речевом шаре, изображённом на картине. Работа была включена во вторую персональную выставку Лихтенштейна. Первоисточником для написания картины стал один из комиксов серии DC Comics. Лихтенштейн внёс существенные изменения в исходное изображение, изменив фокус и перспективу. Картина является примером использования Лихтенштейном смещения заднего и переднего плана. Манера изображения лица командира прижатым к перископу, отражает слияние промышленного искусства 1920-х и 1930-х годов.